# Valdemar Söderholm
Valdemar Söderholm (* 18. November 1909 in Moliden; † 10. November 1990 in Stockholm) war ein schwedischer Komponist und Musikpädagoge.
Söderholm studierte von 1934 bis 1937 an der Musikhochschule Stockholm, wo er das Organisten- und das Musiklehrerexamen ablegte. Danach studierte er Musiktheorie, Kontrapunkt und Komposition bei Finn Høffding in Kopenhagen.
Von 1940 bis 1946 wirkte er als Kirchenmusiker in Eksjö, danach war er bis 1976 Kantor der Hedvig-Eleonora-Gemeinde in Stockholm. Außerdem unterrichtete er von 1956 bis 1976 Musiktheorie an der Musikhochschule der Stadt. Zu seinen Schülern zählten Anders Eliasson, Lars-Erik Rosell, Dan-Olof Stenlund, Folke Rabe, Jan Sandström, Stig Gustav Schönberg, Sten Ingelf und andere.
Ausgehend von älteren Kirchenmusikern wie Giovanni Palestrina, Hans Leo Hassler, Heinrich Schütz und Johann Sebastian Bach folgte Söderstrom in seinen Kompositionen strengen formalen Regeln, die er auch in seinen dodekaphonen Werken beibehielt. Sein bedeutendstes
Werk waren die Saligprisningarna (Seligpreisungen) für Soli, zwei Chöre, Orgel und Orchester. Weiterhin komponierte er u. a. Orgel- und Klavierwerke, ein Orgelkonzert, Motetten und andere Chorwerke.

## Quelle
- Svensk Musik - Valdemar Söderholm (mit Werkverzeichnis)

| Personendaten    | Personendaten                            |
| ---------------- | ---------------------------------------- |
| NAME             | Söderholm, Valdemar                      |
| KURZBESCHREIBUNG | schwedischer Komponist und Musikpädagoge |
| GEBURTSDATUM     | 18. November 1909                        |
| GEBURTSORT       | Moliden                                  |
| STERBEDATUM      | 10. November 1990                        |
| STERBEORT        | Stockholm                                |